# Pamir
De Pamir (Tadzjieks: Кӯҳҳои Поми, Köhhoi Pomi; Kirgizisch: Памир тоолору, Pamir Tooloru; Oeigoers: پامىر ئېگىزلىكى; Chinees: 帕米尔高原, pinyin: Pàmǐ'ěr Gāoyuán) is een gebergte in Centraal-Azië. Het ligt grotendeels in het oosten van Tadzjikistan, maar ook over het noordoosten van Afghanistan (in de Wachan-corridor), uiterste noorden van Pakistan, westen van Chinees Turkestan (China) en zuiden van Kirgizië. De hoogste top in de Pamir is de 7495 m hoge Ismail Samanipiek. Als ook de Chinese Pamir in het oosten meegerekend wordt is de Kongur (7649 m) nog hoger. Het gebergte vormt onderdeel van een serie bergketens die gezamenlijk ook wel "het dak van de wereld" genoemd worden, een benaming die vertaald is van "Pamir" en oorspronkelijk alleen daarvoor werd gebruikt.
In 1964 hebben de Russen over het gebergte een weg opengesteld; de M41 oftewel Pamir Highway. Deze 720 km lange weg loopt van Osj in Kirgizië naar Choroegh in Tadzjikistan en gaat over passen met hoogtes van meer dan 4.500 meter.
Grote delen van de Pamir worden gedurende het hele jaar door sneeuw bedekt. Het gebied kent lange, koude winters en korte, koele zomers. De jaarlijkse neerslag bedraagt slechts circa 130 millimeter, waardoor er maar weinig bomen kunnen groeien.
In het westelijk deel van de Pamir wordt steenkool gedolven, maar het fokken van schapen in de weiden vormt de belangrijkste inkomstenbron.

## Geografie
Het gebied sluit aan op de Karakoram-bergketen en de Kunlun-bergketen en het Himalayagebergte in het zuidoosten, het Hindoekoesjgebergte in het zuidwesten, en de Tiensjan-bergketen in het noordoosten.
De hoogste berg in de keten is met 7495 meter de Ismail Samanipiek. De op een na hoogste berg is de Leninpiek (7134 meter). Een andere bekende berg is de Onafhankelijkheidspiek.
Er zijn veel gletsjers in de Pamirbergketen, waaronder de 231 kilometer lange Murghobpas.
Beide bronrivieren van de Amu Darja, de Pandzj en de Vachsj, ontspringen in de Pamir.